# Psilopa nitidifacies
Psilopa nitidifacies är en tvåvingeart som beskrevs av Frey 1958. Psilopa nitidifacies ingår i släktet Psilopa och familjen vattenflugor.
Artens utbredningsområde är Finland. Arten är reproducerande i Sverige. Inga underarter finns listade i Catalogue of Life.